# Samurai Pizza Cats
Samurai Pizza Cats (キャッ党忍伝てやんでえ, Kyattō Ninden Teyandē) is een Japanse animereeks uit 1990. In 1991 werd de serie overgebracht naar Amerika door Saban Entertainment onder de titel Samurai Pizza Cats.
Toen de serie te veel van de (oude) Japanse cultuur bleek te bezitten, besloot de producent om het Japanse script letterlijk in de prullenbak te gooien en met een schone lei te beginnen. De Amerikaanse versie werd totaal anders dan het origineel.
Het resultaat was een serie die een parodie opzichzelf is, de draak steekt met zowel Amerikaanse als de Japanse cultuur en bevat regelmatig het doorbreken van de vierde wand. Het enige wat niet veranderd kon worden was de Japanse setting van het dorpje, en dus speelde de serie zich gewoon af in het Amerikaanse Little Tokyo.
Verwacht werd dat de serie vanwege de enorme wijzigingen een regelrechte flop zou worden. Het tegendeel is echter waar; deze variant op het Japanse Kyatto Ninden Teyandee werd een wereldwijde hit.
De serie kwam ook uit op dvd.
Een videogame van de serie is momenteel in ontwikkeling: Samurai Pizza Cats: Blast from the Past!. Ontwikkeld door de Nederlandse studio Blast Zero en uitgegeven door Red Dunes Games. De game staat gepland voor een release in 2026 op Windows en consoles. Bijna alle Engelstalige en Japanse acteurs van de serie zullen hun rollen opnieuw vertolken.

## Stemmen
| Personage            | Engelse stem      |
| -------------------- | ----------------- |
| Speedy Cerviche      | Rick Jones        |
| Polly Esther         | Sonja Ball        |
| Guido Anchovy        | Terrence Scammell |
| Francine             | Pauline Little    |
| Seymour 'Big' Cheese | Dean Hagopian     |
| Bat Cat              | Terrence Scammell |
| Jerry Atric          | Terrence Scammell |
| Lucille              | Susan Glover      |
| Big' Al Dente        | A.J. Henderson    |
| Verteller            | Terrence Scammell |